# Il'inskij rajon (Kraj di Perm')
L'Il'inskij rajon (in russo Ильинский муниципальный район?) è un rajon del Kraj di Perm', nella Russia europea; il capoluogo è Il'inskij. Istituito nel 1959, ricopre una superficie di 3069 chilometri quadrati.